# Vysoká Libyně
Vysoká Libyně är en ort i Tjeckien.   Den ligger i regionen Plzeň, i den västra delen av landet, 70 km väster om huvudstaden Prag. Vysoká Libyně ligger 560 meter över havet och antalet invånare är 237.
Terrängen runt Vysoká Libyně är platt åt sydost, men åt nordväst är den kuperad. Vysoká Libyně ligger uppe på en höjd.Runt Vysoká Libyně är det glesbefolkat, med 18 invånare per kvadratkilometer. Närmaste större samhälle är Kralovice, 5,2 km sydost om Vysoká Libyně. Trakten runt Vysoká Libyně består till största delen av jordbruksmark.